# Ponts de Lleida
Els Ponts de Lleida uneixen els dos marges del riu Segre, que al seu pas pel nucli urbà divideix la ciutat en dues meitats. Des de l'època romana i fins a les acaballes del segle xx un únic pont unia les dues ribes. En l'actualitat, Lleida compta amb cinc ponts per a vehicles i vianants, cinc passarel·les exclusives de vianants i un pont ferroviari.

## Pont Vell

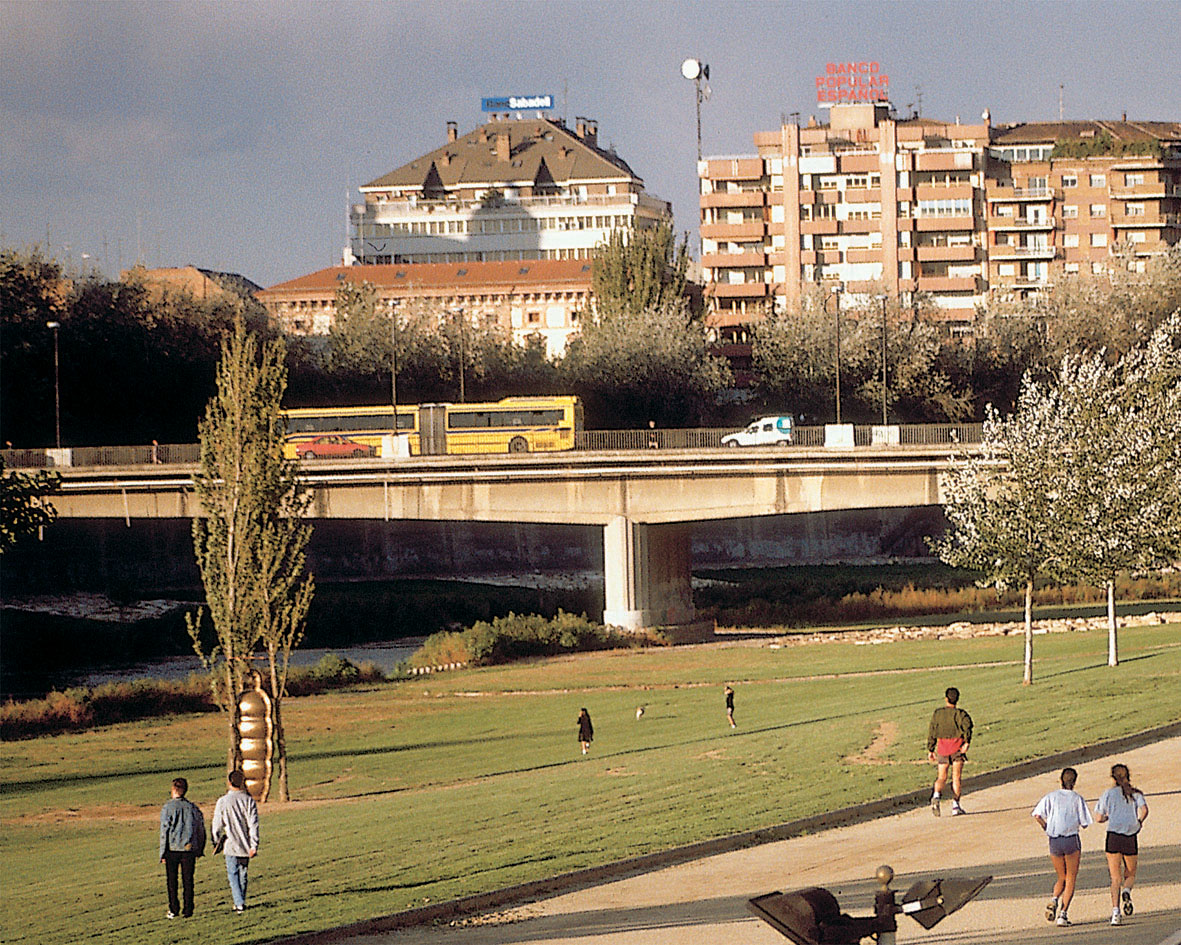
El Pont Vell abans de l'actual reforma

El pont vell de Lleida és tan antic que la seva naixença és embolcallada en la llegenda. Se sap que era ja construït l'any 47 aC. Llavors el pont entra en la història de la mà de Juli Cèsar. En l'època cristiana, sabem que era tot de pedra, amb sis arcades i set pilars construït amb reforçats tallamars. Era un pont de doble vessant amb el cim en el tercer pilar i d'inclinació més forta cap a l'esquerra que cap a la dreta. Durà fins al 1866 perquè després de patir tants canvis, modificacions i reformes, poques van ser les pedres que van quedar del primitiu pont. Aquell any el riu va emportar part del pont. Es va inaugurar el nou pont el 1875, però no va durar, ja que se l'endugué la riuada del Segre de 1907. El succeí un altre el 1911, dinamitat 27 anys després.
El 1944 s'inaugura una nova versió del pont Vell. Amb una llargada total de 149 metres, travessava el Segre amb tres pilars, dos estreps i quatre arcades; les dues centrals tenien 47,60 metres i les dues laterals 25 metres. És un pont de mènsula, que fou revolucionari en el seu temps. El van dissenyar els enginyers Amalio Hidalgo Fernández, Jacinto Julio González i el lleidatà Victorià Muñoz Homs. El constructor fou Marcel·lí Llagostera.
L'any 2007 el pont fou restaurat i les seves voreres ampliades, passant d'una amplada inicial de 2 m a 3,50 m mitjançant la construcció d'uns voladius a base d'estructura mixta d'acer i formigó. També es renovaren les proteccions de vehicles i vianants, l'enllumenat, i es construí un mirador que enxampla la vorera d'aigües amunt i la connecta amb els nous Camps Elisis. L'obra fou projectada per l'àrea de Projectes i Obres de la Paeria de Lleida i l'enginyeria Pedelta, i executada per l'empresa ACSA SORIGUE.

## Pont del Ferrocarril

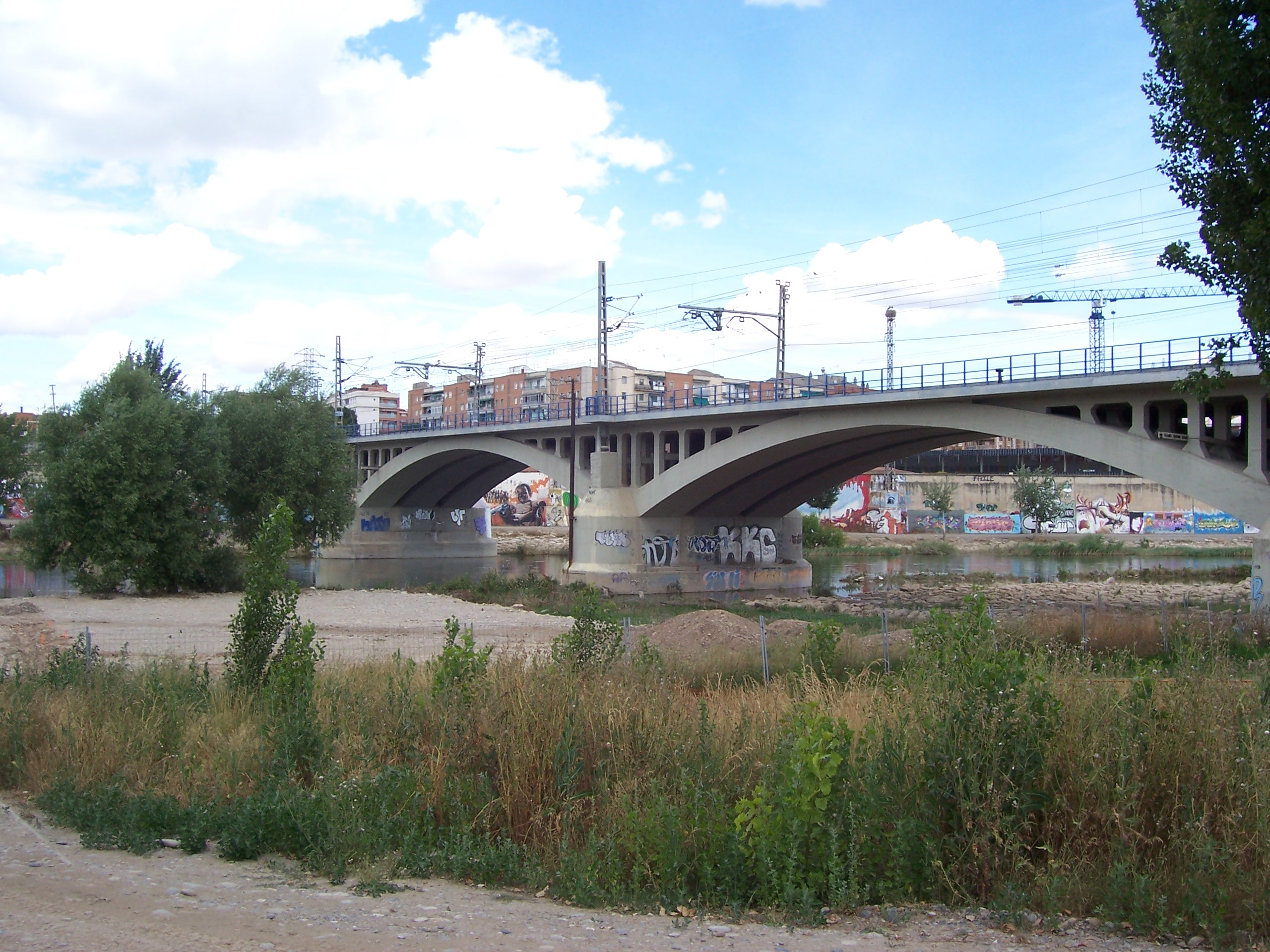
Pont del ferrocarril de Lleida

El 5 d'octubre de 1860 s'inaugurà oficialment el Pont del Ferrocarril de Lleida. Formava part del tram Lleida-Manresa de la línia construïda per la Companyia del Ferrocarril de Saragossa a Barcelona. El tram, això no obstant, ja fou inaugurat el 30 de maig d'aquell mateix any, però l'endarreriment en la construcció del pont obligà la companyia a obrir una estació provisional prop del cementiri.
El pont era metàl·lic, tenia una amplada de 12,20 m i comptava amb una única via, fet que estrangulava la intensa circulació ferroviària que s'assolí durant les dècades posteriors.
Al seu torn, la fragilitat del pont en forçà la construcció d'un de nou. Les obres que s'iniciaren el 1928 i finalitzaren el 1932. El nou pont conservà part d'estructura antiga reforçant-la amb cinc grans arcs de formigó, que al seu torn es divideixen en tres arcs paral·lels. Els enginyers conservaren l'amplada original, però s'instal·laren dues vies més.
Durant la Guerra Civil Espanyola, el pont fou volat per les tropes republicanes que es retiraren quan l'exèrcit franquista completà la conquesta de Lleida (8 de gener de 1939). En destruïren els dos arcs finals a l'entrada de l'estació, tallant així la comunicació ferroviària amb la resta de Catalunya. Finalitzada la guerra, el govern franquista reconstruí el pont respectant la fisonomia original, i la infraestructura ha perdurat fins a l'actualitat.
Avui dia el pont compta amb dues vies d'ample ibèric i una d'ample estàndard.

## Pont Nou

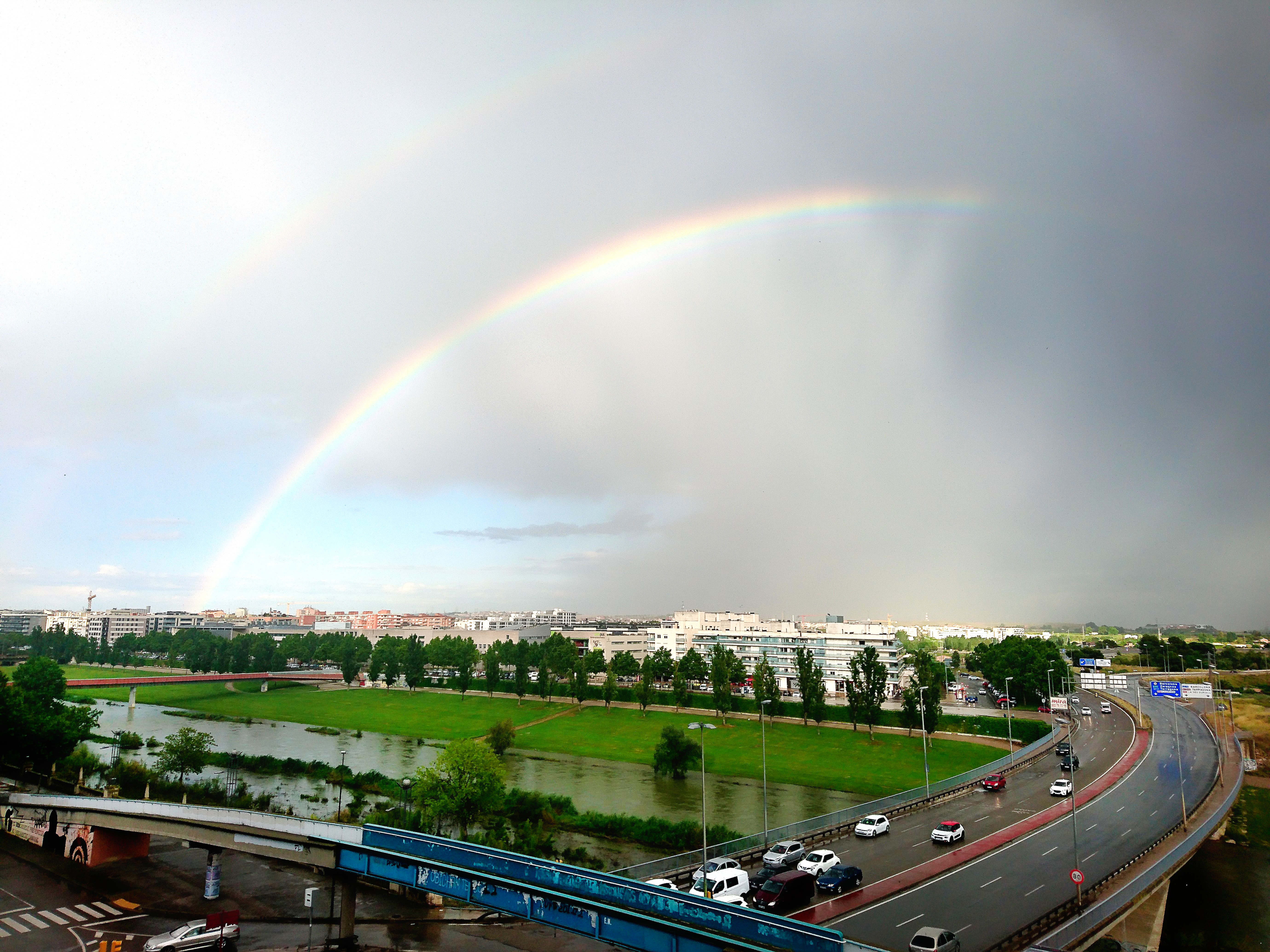
Pont Nou de Lleida (Nacional II)

La construcció d'un nou pont per a la ciutat constituí una de les principals demandes dels lleidatans durant dècades. L'únic pont existent formava part del recorregut de l'antiga carretera Nacional II, i la gran popularització de l'automòbil als anys 60 comportà que es generessin greus i freqüents col·lapses circulatoris. Els vehicles entraven per l'actual Avinguda Tarradellas de Cappont, creuaven el pont i travessaven part de la ciutat per la façana litoral.
El 1970 el govern franquista anuncià la creació d'una variant per desviar la carretera nacional que incloïa la construcció d'un nou pont. El viaducte tindria 28 metres d'amplada, dos carrils per a cada sentit de la circulació i unes voreres de 2,5 metres. S'ubicà a l'extrem oest del nucli urbà, a la zona del turó de Gardeny i els Instituts.
El nou pont fou inaugurat oficialment pel ministre Gonzalo Fernández de la Mora el 7 de juliol de 1973. A partir d'aquest moment, el pont de Lleida va esdevenir el Pont Vell, i el viaducte de la N-II el Pont Nou. Aquesta nomenclatura es manté en l'actualitat tot i la construcció posterior d'altres ponts sobre el riu Segre.

## Pont de la Universitat
A principis de 1991 s'anuncià la construcció del tercer pont sobre el riu Segre a Lleida. L'obra es justificà per la gran pressió circulatòria que sofrien els dos ponts existents i en la voluntat d'afavorir la integració del marge esquerre a la resta de la ciutat. El seu finançament anà a càrrec de la Generalitat de Catalunya i la Paeria de Lleida.
A més, el pont esdevindria el principal punt d'accés al futur Campus de Cappont de la UdL.
El 31 d'agost de 1992 un incendi destruí l'encofrat de fusta de les obres, cosa que suposà un endarreriment en l'entrega del pont i un recàrrec al pressupost de 7 milions de pessetes.
Existí certa discussió sobre com s'hauria d'anomenar el nou pont. El Govern desitjava el nom Pont de la Generalitat perquè n'eren els principals inversors, però la Paeria ho rebutjà. Posteriorment es proposà el nom Pont de Catalunya, en referència a la pròxima Avinguda de Catalunya, però finalment la denominació escollida fou Pont de la Universitat.
El president de la Generalitat Jordi Pujol i l'alcalde de Lleida Antoni Siurana inauguraren oficialment el pont el 20 de febrer de 1993.

## Pont de Pardinyes
El quart pont de Lleida fou una obra finançada pel Ministeri d'Obres Públiques.
El pont fou inaugurat pel ministre Josep Borrell i l'alcalde Siurana el 9 de gener de 1995,i uneix el Polígon Industrial El Segre amb el barri de Pardinyes a l'alçada de La Llotja de Lleida.

## Pont de Príncep de Viana

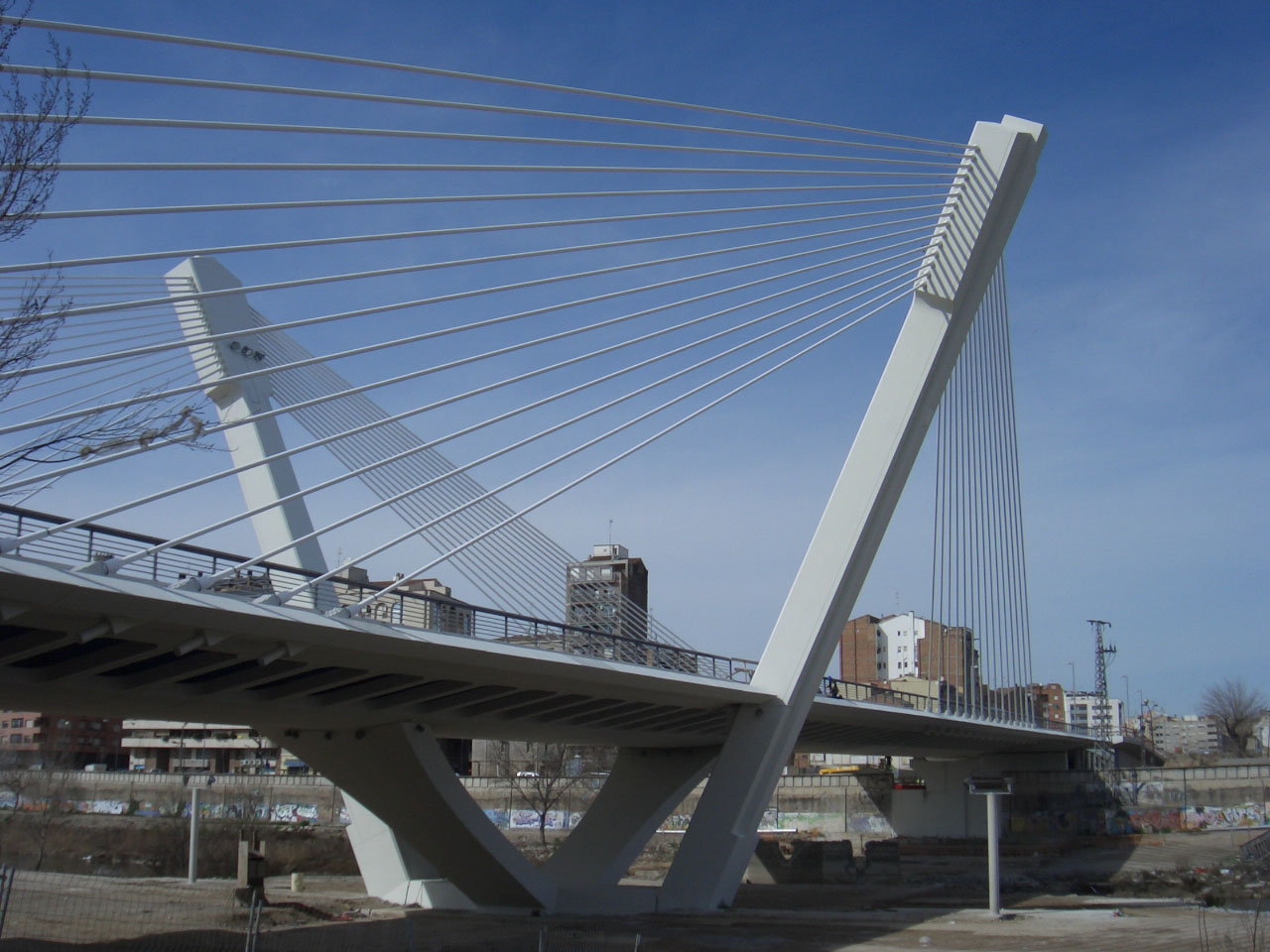
El pont de Príncep de Viana)

La construcció del cinquè pont de la ciutat s'emmarcà dins del Pla de l'Estació de Lleida, que contenia totes les mesures urbanístiques a executar amb motiu de l'arribada del tren de gran velocitat a Lleida. El Pla perllongà el carrer Príncep de Viana per crear un nou eix viari nord-sud que uneix la Estació de Lleida Pirineus amb el barri de Cappont a l'alçada de la Fira de Lleida.
El pont és obra de l'enginyer navarrès Javier Manterola, i s'ubica paral·lel al pont del ferrocarril de Pardinyes.
Les obres s'iniciaren el març de 2007 i finalitzaren l'abril de 2010.

## Pont de Prat de la Riba
L'únic pont de Lleida que no creua el Segre es començà a construir el 18 d'agost de 2008. S'inaugurà el 16 de febrer de 2010 i comunica l'avinguda de Prat de la Riba i, per tant, la zona alta de Lleida, amb el barri de Pardinyes a l'alçada del Pavelló Onze de Setembre i el mercat de Pardinyes, tot plegat per superar la històrica barrera que suposaven les vies del ferrocarril i el pas soterrat i entubat del Riu Noguerola.

## Passarel·les de vianants

### Passarel·la del Liceu Escolar

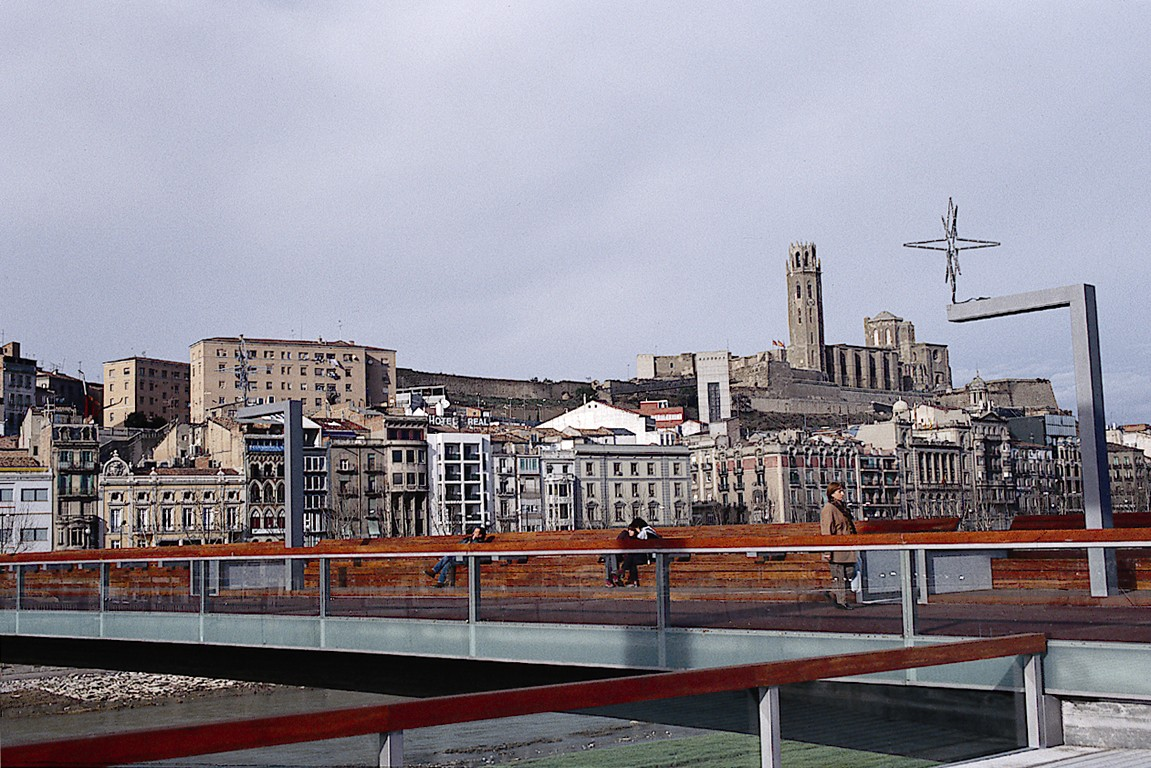
La passarel·la del Liceu Escolar

La primera passarel·la de vianants de la ciutat fou inaugurada el 22 de novembre de 1997. Connecta l'Avinguda de Blondel amb la plaça Blas Infante. El seu disseny fou criticat per les llargues rampes d'accés i la forma dels bancs. El nom oficial del viaducte és Passarel·la del Liceu Escolar, homenatjant aquesta institució educativa, ubicada en el proper Carrer Cavallers.

### Passarel·la dels Camps Elisis
La següent passarel·la en ser construïda connecta el Parc dels Camps Elisis amb el centre de la ciutat. Fou inaugurada el 18 de desembre de 2003 i té 144 metres de llargada i 5,85 m d'amplada. El seu disseny va rebre un premi de la Convenció Europea per a la Construcció Metàl·lica (ECCS).

### Passarel·la de la Ciutat Jardí
També coneguda com Passarel·la de l'Onze de Setembre, la seva història comença quan el Gestor d'Infraestructures Ferroviàries (GIF, l'actual ADIF) encarregà una passarel·la de vianants de 38 metres de longitud sobre la via fèrria per connectar l'avinguda Onze de Setembre amb la zona d'expansió del barri de Ciutat Jardí, darrere del Centre Penitenciari Ponent. La construcció de la infraestructura fou criticada per l'associació de veïns del barri per tractar-se d'un sector encara per urbanitzar, tot i que des de la Paeria s'assegurà que facilitaria la connexió de la Facultat d'Agrònoms de la UdL i l'arborètum del PCiTAL amb el nucli urbà.
El pont fou encarregat a l'enginyer Juan Antonio Sobrino Almunia i la dissenyà emprant fibra de vidre, esdevenint aleshores el major pont d'Europa construït amb aquest material. Per aquest fet la passarel·la fou reconeguda amb un premi de l'Associació Internacional de Ponts i Enginyeria d'Estructures (IABSE).
Les obres s'iniciaren el 2002 i finalitzaren el 27 de juliol de 2004, quan la passarel·la fou inaugurada oficialment. Malgrat això, la passarel·la va haver de tancar-se dos dies després perquè el contacte de la catenària amb una tanca metàl·lica (l'únic element conductor de l'obra, instal·lada per evitar el llançament d'objectes sobre la via) produïa descàrregues elèctriques als vianants. El GIF hi instal·là 32 preses de terra i la passarel·la es reobrí un mes després.
La passarel·la fou tancada novament aquell mateix any, i fou reoberta l'any 2010. Addicionalment, el GIF construí el mateix any, a pocs metres de la passarel·la, un pont de 376 metres de longitud, dos carrils per sentit i vorals per vianants, que comunica la rotonda de Joc de la Bola amb la partida Vallcalent i l'Avinguda de Ciutat Jardí.

### Passarel·la de Rufea

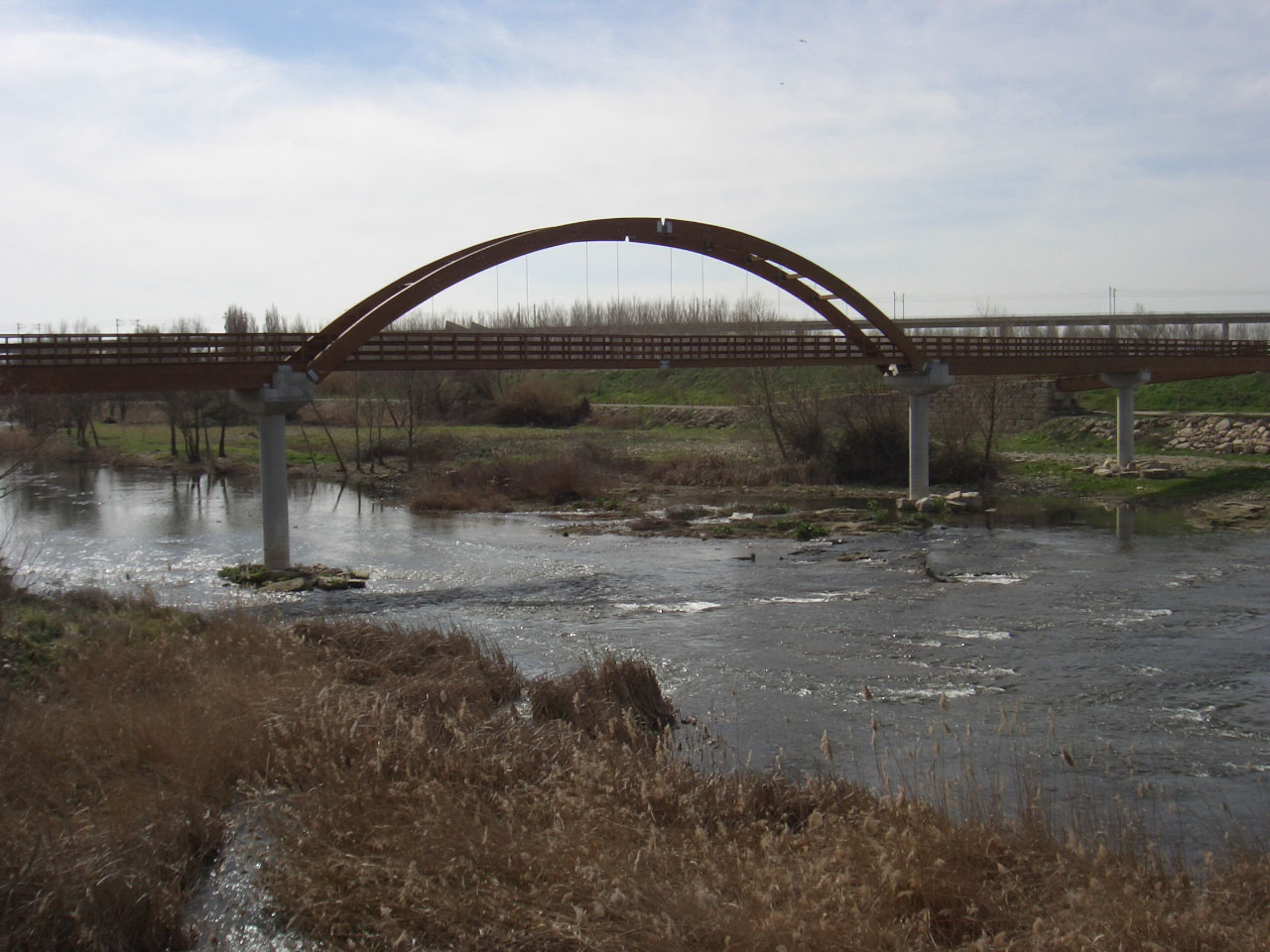
Passarel·la de Rufea, al Cami del Riu

A l'Horta de Lleida, a la partida de Rufea aigües avall de la ciutat, es troba una altra passarel·la. Forma part del camí del riu, amb una longitud de 144 metres i 2.5 metres d'amplada. Té dos aspectes que la fan molt espectacular, un és el material de construcció (fusta) i l'altre la seva estructura, ja que es podria considerar que és penjant. Aquesta estructura fa que la plataforma estigui a molta alçada de l'aigua i la fa molt espectacular. Fou inaugurada el març de 2009.

### Passarel·la dels Maristes
La darrera passarel·la en ser construïda a Lleida connecta el Carrer República del Paraguai amb el Campus universitari de Cappont. La passarel·la, dissenyada per l'arquitecte Ramon Domènech i l'enginyer Juan Sobrino, té una longitud de 163 metres de llarg i 5 d'ample i compta amb braç de 2,70 metres d'amplada per accedir directament al parc de la canalització del Segre. A més, la il·luminació de les baranes canvia de colors i una part del terra és translúcida per permetre veure el riu. La passarel·la tindrà una total superfície de 1.170 m².
El viaducte s'anomena Passarel·la dels Maristes per la proximitat al Col·legi Maristes Montserrat.
La passarel·la s'inaugurà el 26 d'octubre de 2010.

### Passarel·la de Fira de Lleida

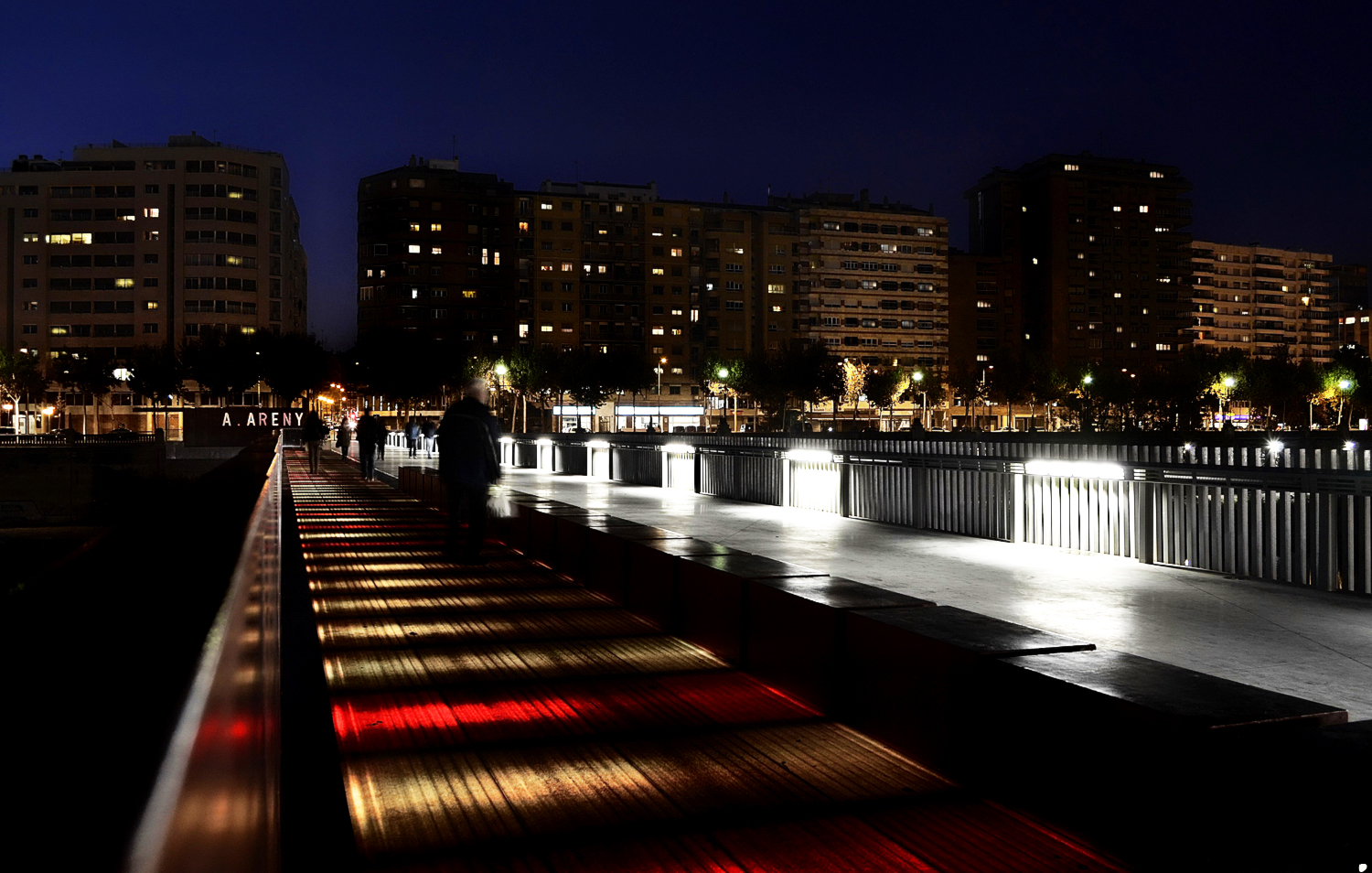
Passarel·la dels Maristes

Els plans d'expansió de Fira de Lleida inclouen la construcció d'una altra passarel·la que uniria el recinte firal dels Camps Elisis amb l'estació ferroviària i la Llotja de Lleida, el palau de congressos de la ciutat. La Paeria ha encarregat a Mecanoo, el gabinet d'arquitectes responsable del disseny de la Llotja, que s'encarregui del projecte.

## Altres ponts

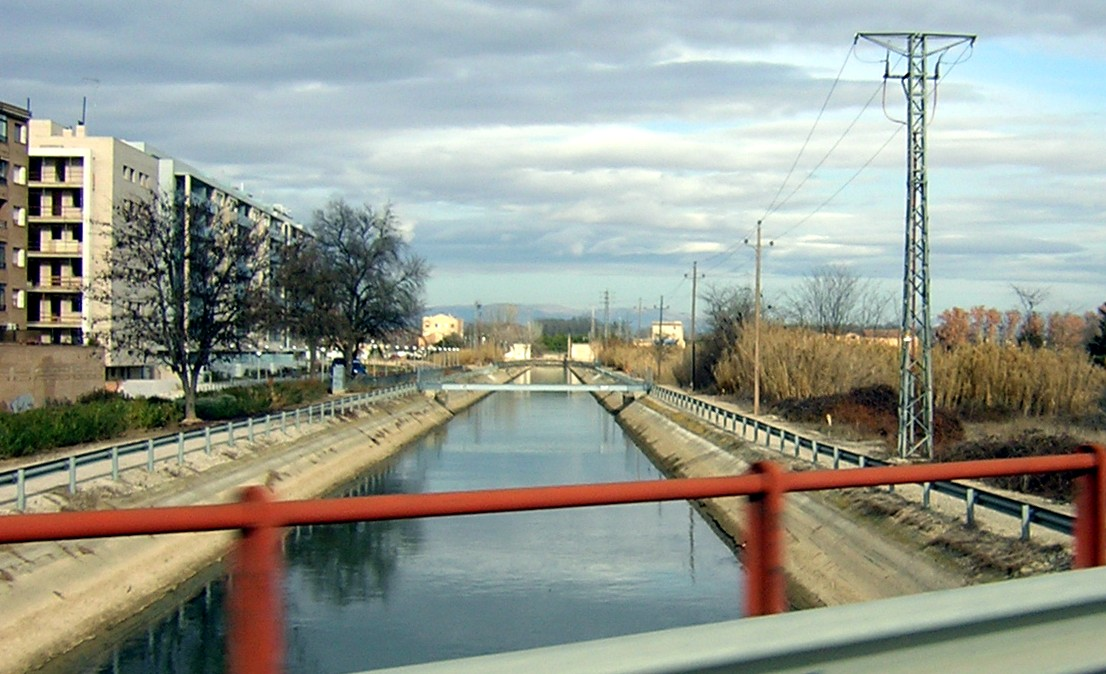
Ponts sobre el Canal de Seròs

L'extens terme municipal de Lleida compta amb nombrosos ponts a més dels suara esmentats, ja normalment de menor entitat, que salven els diversos accidents geogràfics i infraestructures que dibuixen la geografia del territori.
A banda del riu Segre, la densa xarxa de reg lleidatana (possibilitada principalment pels canals d'Aragó i Catalunya, Seròs, Pinyana, d'Urgell i els respectius canals auxiliars), fa necessària l'existència de nombrosos ponts que facilitin el trànsit dels habitants i el treball dels pagesos.
Igualment, la construcció de grans infraestructures de comunicació impliquen també la creació de ponts o passos subterranis al llarg del seu recorregut per evitar que esdevinguin una barrera insalvable. Entre aquestes destaquen l'autovia A-II, l'autopista AP-II, les carreteres nacionals N-230 i N-240 o la línia ferroviària de gran velocitat entre Madrid i Barcelona.
Existí el pont de Rufea, una passera encimentada construïda sobre el riu Segre a principis de la dècada dels anys 70 del Segle XX per facilitar l’accés dels camions que havien de transportar àrids i materials per la construcció de l'autopista AP-2 des de l’antiga gravera de Rufea, que tenia la particularitat de restar sota l'aigua si el riu baixava amb crescudes. El pont comunicava la partida de Rufea amb el terme municipal de Montoliu de Lleida. El pont va ser enderrocat el 22 de juliol de 2022 per la Confederació Hidrogràfica de l'Ebre perquè no complia la normativa i podia ser perillós en cas d'avinguda. Els veïns i ajuntaments implicats (Lleida, Montoliu de Lleida, Albatàrrec, Sudanell i Alfés) van reaccionar en contra de l'enderroc amb mobilitzacions que no van reeixir, i es van conjurar per cercar una alternativa en el futur.